# Zuelania
Zuelania é um género botânico pertencente à família Salicaceae.